# Исламбахты
Исламбахты́ (баш. Исламбаҡты) — село в Ермекеевском районе Башкортостана, входит в состав Тарказинского сельсовета.

## История
Основано башкирами Кыр-Еланской волости на собственных вотчинных землях. Исламбахты известна с 1742 года. Основателем села является Исламбахты Аднагулов (род. 1711). Он также участвовал в пропуске мордвы и чувашей через реку Ик, имел сыновей Солтангула, Исламгула (1763-1824), Маратхужу.
В 1895 году в селе проживало 1004 башкира, а в 1917 году — 1379 башкир, 6 тептярей, 4 русских.
До 2008 года административный центр упразднённого Исламбахтинского сельсовета.

## Население
| 2002 | 2009 | 2010 |
| ---- | ---- | ---- |
| 516  | ↘466 | ↘446 |

Национальный состав
Согласно переписи 2002 года, преобладающая национальность — башкиры (79 %).

## Географическое положение
Расстояние до:
- районного центра (Ермекеево): 50 км,
- ближайшей ж/д станции (Абдулино): 7 км.

## Известные уроженцы
- Ганеев, Ахат Саитович (1927—2011) — физик.
- Губайдуллин, Наиль Шагбинович (25 ноября 1928 года — апрель 2011) — музыковед, композитор, кандидат искусствоведения (1968), член Союза композиторов СССР (1973).
- Ильясов, Явдат Хасанович (1929—1982) — советский писатель.
- Тахаев, Халиль Янович (1908—1986) — экономико-географ.